# Sarmatyzm

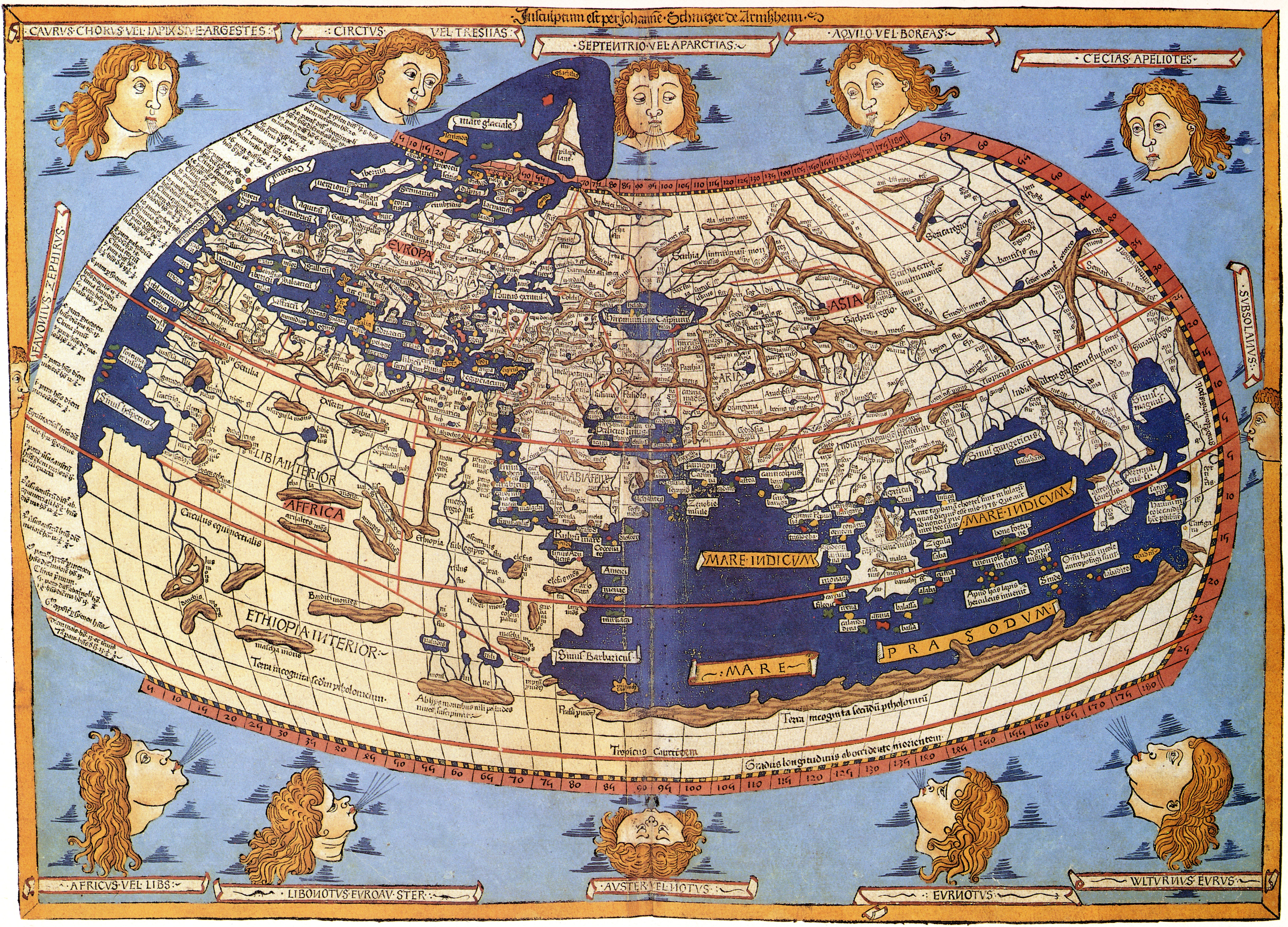
Mapa Johannesa Schnitzera z 1482 roku według Klaudiusza Ptolemeusza, widoczne terytorium określone jako Sarmatia Europe

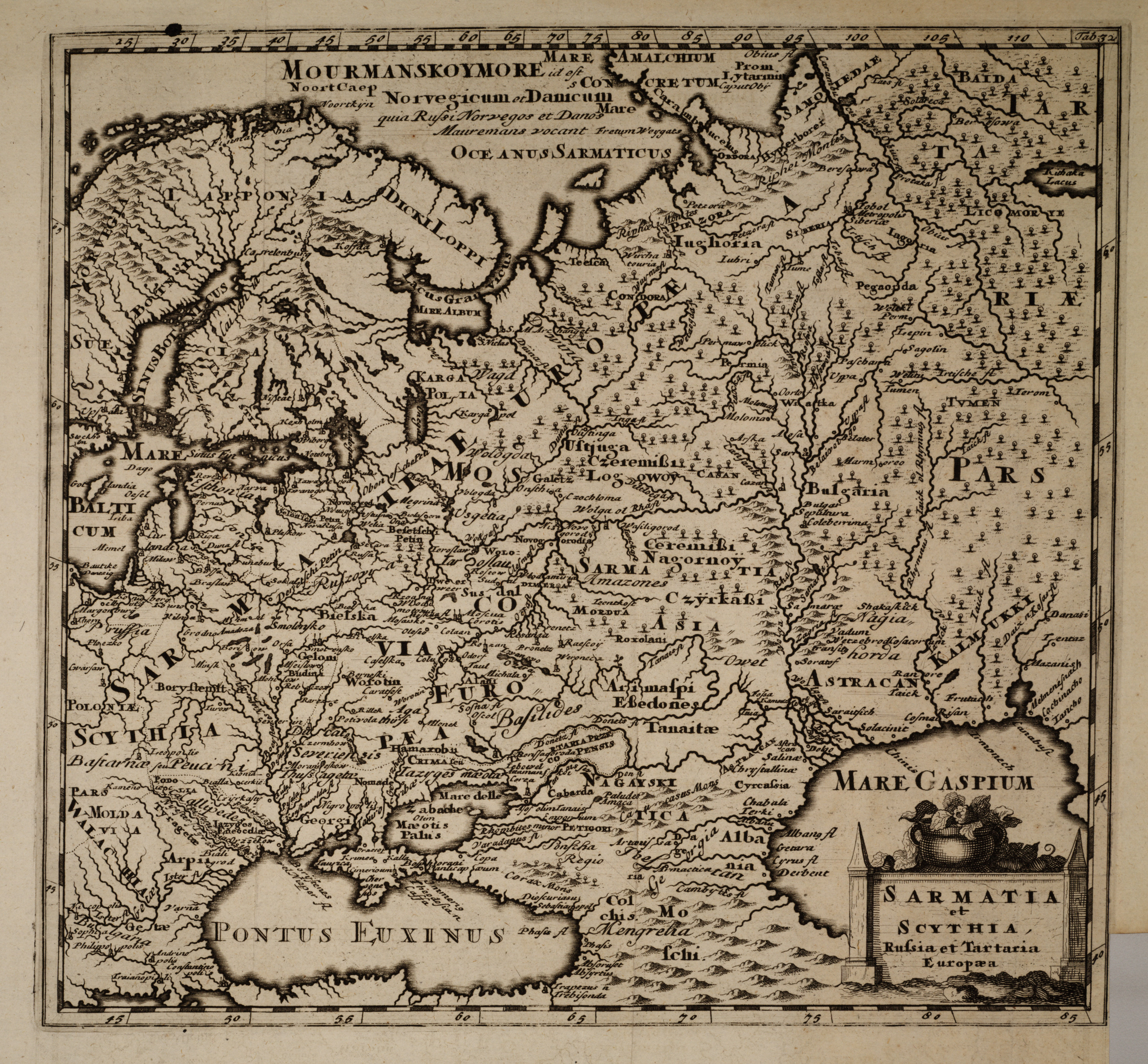
Sarmatia et Scythia, Russia et Tartaria Europaea, mapa z XVII wieku

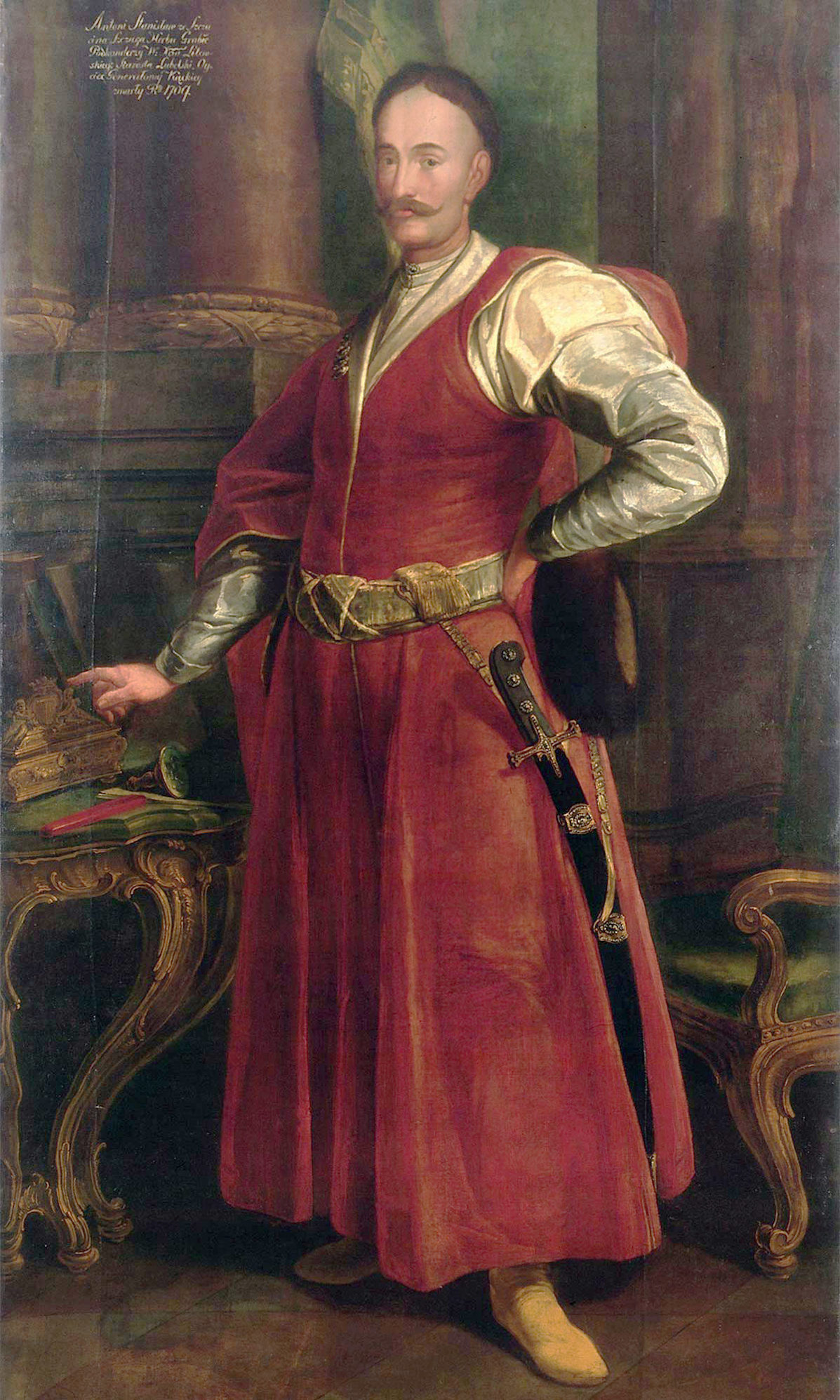
Stanisław Antoni Szczuka w reprezentacyjnym czerwonym kontuszu – tradycyjnym sarmackim stroju, popularny, imaginacyjny portret Stanisława Antoniego Szczuki, ok. 1735-1740, nieznanego autora, pałac w Wilanowie, galeria

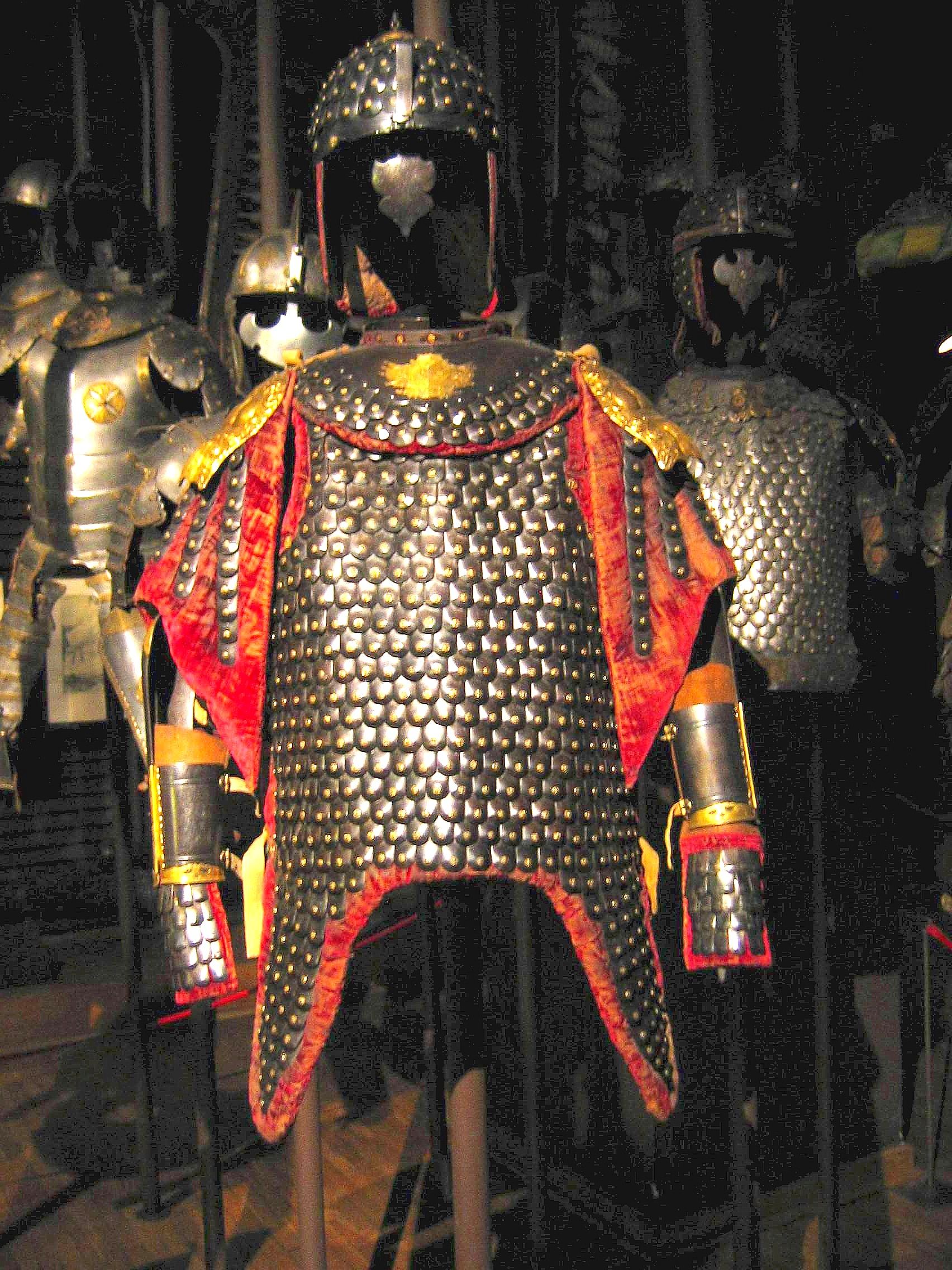
Husarska karacena w stylu sarmackim

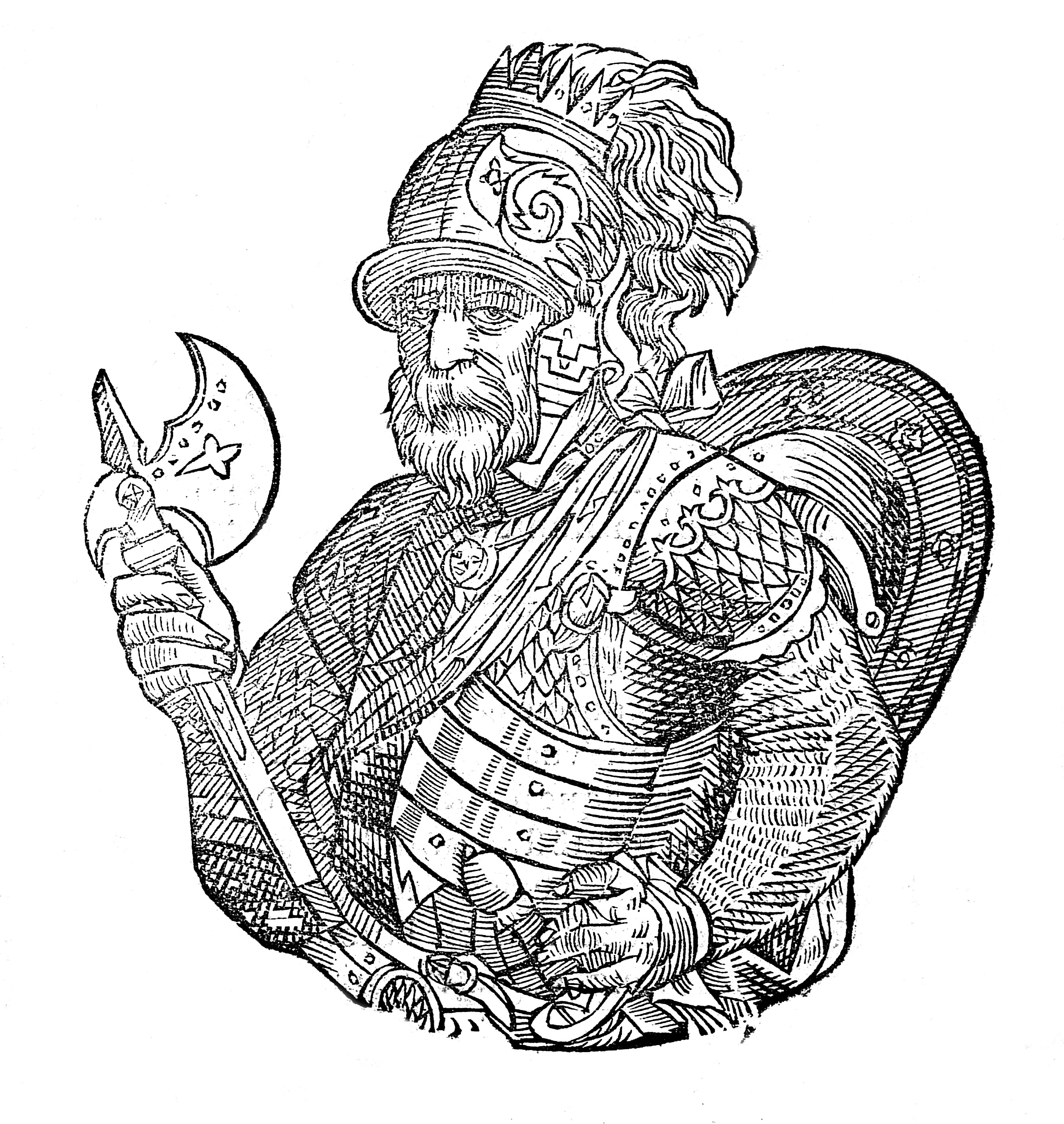
Przedstawienie Kraka z Sarmatiae Europeae descriptio, Spira (1581)

Sarmatyzm – utrwalone przez działaczy polskiego oświecenia określenie ideologii przyjętej i propagowanej przez szlachtę polską od końca XVI do drugiej połowy XVIII wieku. Opierała się ona na przekonaniu, że mieszkańcy Rzeczpospolitej Obojga Narodów pochodzą od Sarmatów – starożytnego ludu zamieszkującego początkowo tereny między dolną Wołgą a Donem.
Już Jan Długosz twierdził, że protoplastami Polaków byli starożytni Sarmaci, a wiek XVI legendę tę umocnił. Legenda głosiła, że w zamierzchłych czasach rycerskie plemię Sarmatów opuściło stepy czarnomorskie, opanowując tereny, na których z czasem powstać miała Rzeczpospolita Obojga Narodów. Sarmatyzm już w samym założeniu zawierał tendencje separatystyczne, odśrodkowe w stosunku do kultury ogólnoeuropejskiej, której wspólnym mianownikiem był humanizm. Idealizowanie przeszłości sarmackiej przez szlachtę skutkowało konserwatyzmem, który przejawiał się we wszystkich dziedzinach życia.
Jak zauważył Tadeusz Chrzanowski mit o początku był udziałem też innych narodów europejskich: podobnymi zjawiskami były: francuski gallikanizm, skandynawski gotyzm lub nordyzm, węgierski scytyzm. 
Sarmatyzm głosił anarchiczną wolność szlachty od obowiązków pełnionych wobec państwa, przywiązanie do wartości życia wiejskiego (motywowane dążeniem do osłabienia mieszczaństwa) oraz światopoglądowy partykularyzm. Zrazu odegrał ważną rolę w barokowej literaturze polskiej i miał ogromny wpływ na kształtowanie umysłowości, obyczajowości i ideologii polskiej szlachty. Według opinii Tadeusza Mańkowskiego: „teoria sarmackiej genezy narodu i państwa polskiego w tym świetle to nie mit, ani też bajanie niekrytycznych umysłów kronikarzy, lecz wyraz poszukiwania swojego «ja» przez bardziej oświecone warstwy narodu, poszukiwanie tradycji historycznych przez naród, który poczuł się na siłach i chce coś znaczyć, szukanie swego miejsca wśród innych narodów o odległej przeszłości”. Jednak w epoce saskiej, jak zauważa Marta Krajewska, „nurt zrodzony z historycznej legendy a będący afirmacją kultury narodowej stał się z biegiem czasu synonimem zacofania i ciemnoty”.
Wpływ sarmatyzmu można dostrzec we współczesnym społeczeństwie polskim. Do tradycji sarmackich nawiązuje myśl konserwatywna (Krzysztof Koehler, Jarosław Marek Rymkiewicz, pismo „Fronda”), a etos szlachecki jest wciąż obecny w kulturze popularnej (Trylogia Henryka Sienkiewicza oraz jej filmowe adaptacje).

## Wiadomości ogólne

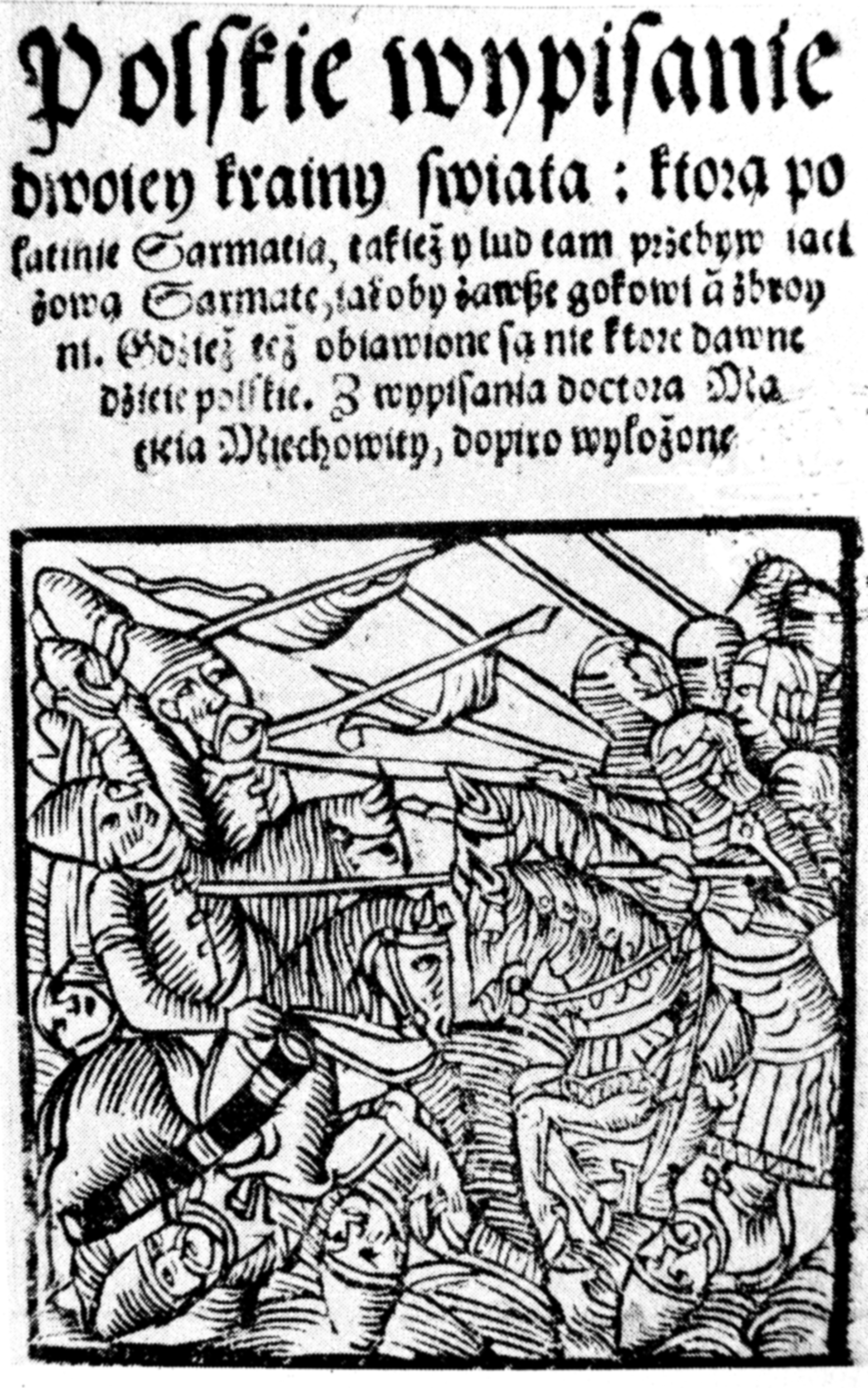
Maciej Miechowita „Polskie wypisanie dwojej krainy świata, która po łacinie Sarmatia...”, wydanie z 1535

Już francuski średniowieczny kronikarz Flodoard (zm. 966) określał Słowian mianem Sarmatów. Pierwsze wzmianki o tym, że polska szlachta pochodzi od starożytnego ludu z kraju Partów pochodzą z kronik Wincentego Kadłubka. Dzielił on świat na podstawie pisarzy antycznych na śródziemnomorski antyk i nieprzeliczalną moc ludzką zamieszkującą obszary Iranu, Bułgarii i Karantanii, gdzie żyli Scytowie. Prace historyczne kontynuował następnie Jan Długosz. Samo zjawisko oraz kulturę Sarmatów spopularyzowała w Polsce książka Alessandro Guagnini Sarmatiae Europeae descriptio wydana w Krakowie w 1578 roku, przetłumaczona następnie na język polski w 1611 przez Paszkowskiego. Zawierała ona tezę, że nie można udowodnić źródeł łacińskiego opisania krajów Europy Wschodniej, ich historii, geografii, religii i tradycji.
Sarmatyzm był polską i szlachecką odmianą baroku. Stanowił zjawisko wyjątkowe, ponieważ łączył w sobie tradycje Zachodu, Wschodu i rodzime. Wywarł wpływ na kultury krajów słowiańskich, Węgier, Wołoszczyzny i Mołdawii, lecz Polska zawsze była modelowym przykładem tej kultury. Sarmatyzm miał duży wpływ na próby tworzenia w XIX wieku polskiego stylu narodowego, jako polska forma malarstwa sarmackiego.
Na początku XVIII wieku, z nastaniem rządów Sasów, Rzeczpospolita pogrążyła się w anarchii i stała się przedmiotem gry międzynarodowej mocarstw. Kultura sarmacka, ukształtowana w okresie baroku, ulega wówczas degeneracji. Wielki wpływ na masy szlacheckie miało wówczas dzieło Andrzeja Maksymiliana Fredry Monita politico-moralia (20 wydań 1664–1765), będące apologią sarmatyzmu, postulujące kultywowanie sarmackich wolności i obyczaju oraz odcięcie się od nowości płynących z Europy Zachodniej. W XVI i XVII wieku używano pojęć: sarmacki, Sarmacja, Sarmaci. Pojęcie sarmatyzmu ukuto w XVIII wieku i zyskało wówczas odcień pejoratywny.
W epoce stanisławowskiej synonimem sarmaty stał się wiecznie pijany, ograniczony umysłowo szlachcic, ubrany w staromodny kontusz, blokujący wszelkie reformy, które zagrażały jego prywatnym interesom, nie zważając na dobro państwa. Ten obraz stał się podstawą krytyki potomnych, szukających powodów upadku państwa polskiego, zarówno dla stańczyków, jak i w XX wieku dla marksistów, choć początki kultury sarmackiej kształtowały świadomość narodową czasów zaborów (jak choćby Pan Tadeusz). Do dziś w powszechnej świadomości dominuje obraz tej kultury z okresu schyłkowego. Sarmatyzm to poglądy charakterystyczne dla szlachty polskiej na przełomie XVII i XVIII wieku. Wierzono, że po owych Sarmatach szlachta polska odziedziczyła waleczność, odwagę i miłość do ojczyzny.

## Myśl polityczna
Sarmaci wierzyli w szczególną rolę Polski, która miała być oazą złotej wolności szlacheckiej, otoczoną przez państwa absolutystyczne.
Nierozłączną częścią sarmatyzmu były idee republikańskie: praworządność, tolerancja religijna, samorządność i wybieralność urzędników, także tego najwyższego – króla, nazywanego przez współczesnych historyków dożywotnim prezydentem. Ustrój Rzeczypospolitej był uważany za najlepszy w świecie, a polski Sejm za najstarszy. Chętnie przyrównywano go do ustrojów republikańskiego Rzymu i greckich poleis. Podstawą Rzeczypospolitej były prawa kardynalne, czyli Artykuły henrykowskie oraz pacta conventa, a w okresie późniejszym również liberum veto. Każdą próbę ich naruszenia traktowano jak najwyższą zbrodnię i podejmowano próby odwołania króla, który ośmielił się sprzeciwić masom szlacheckim.
Sarmatyzm sławił również dawne zwycięstwa polskiego oręża i domagał się od szlachty podtrzymania tych tradycji. Nieodzownym elementem stroju była szabla, zwykle karabela. Szlachta ćwiczyła rzemiosło wojenne – przez udział w wojnach, służbę, zaciąg; nawet rozrywki, jak polowanie, przygotowywała się do ewentualnego boju.
Magnateria polska najwcześniej odeszła od sarmackiego modelu myślenia o sprawach państwa. Odejście to charakteryzowały jej krytycyzm wobec ustroju Rzeczypospolitej i aktywność intelektualna, mająca ujście w pisarstwie historyczno-politycznym.

## Religia

Akt konfederacji warszawskiej 1573 roku

I Rzeczpospolita na tle ówczesnej Europy cieszyła się względną religijną tolerancją. Pierwszym aktem będącym krokiem w stronę równouprawnienia w zakresie wyznawanej religii na terenie Rzeczypospolitej była tak zwana zgoda sandomierska, podpisana w roku 1570 między przedstawicielami kościołów protestanckich działających w Polsce (zwolennikami Lutra, braci czeskich i kalwinów). Porozumienie to doprowadziło do dalszej liberalizacji prawa i przyznania całkowitej swobody wyznawanej religii w Polsce.
Swobody religijne oraz wolność wyznania zagwarantował mieszkańcom Rzeczypospolitej Akt Konfederacji warszawskiej z 28 stycznia 1573 roku. Dokument ten uważany jest za początek gwarantowanej prawnie tolerancji religijnej w I Rzeczypospolitej oraz całej ówczesnej Europie. Swobody religijne w Rzeczypospolitej skłoniły wielu prześladowanych przez Świętą Inkwizycję w innych krajach europejskich innowierców do masowej emigracji do Polski. Dla przykładu po edykcie wydanym w 1548 roku przez cesarza Ferdynanda I, który nakazywał braciom czeskim nawrócenie się na katolicyzm lub emigrację, znaleźli oni schronienie w Rzeczypospolitej.
Sytuacja zmieniła się radykalnie po potopie szwedzkim, kiedy to zaczęto obawiać się wszystkiego co obce. Wiązało się to głównie z masowym poparciem, jakiego protestanci udzielili Szwedom podczas potopu szwedzkiego. Wzrosła rola katolicyzmu, w 1658 wygnano arian, w 1733 odebrano różnowiercom prawo sprawowania urzędów. Pojawiło się przekonanie o szczególnej roli Polski (przedmurze chrześcijaństwa) i zaczęto utożsamiać polskość z katolicyzmem.

## Zwyczaje

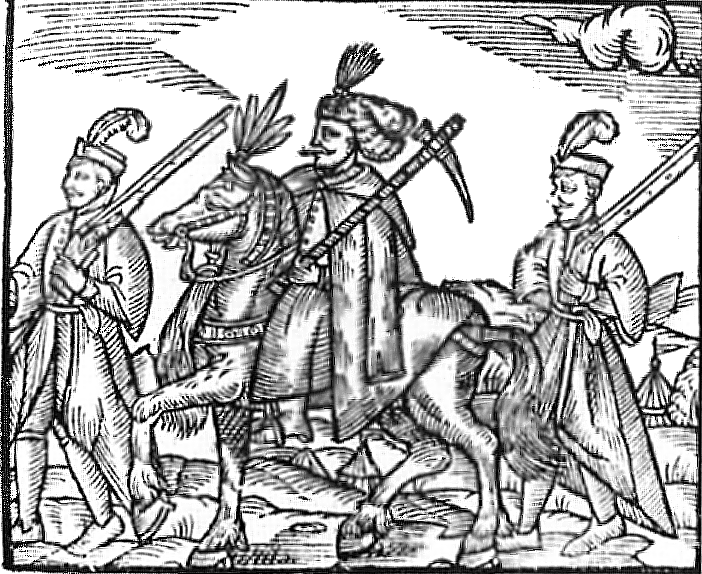
Polski szlachcic z nadziakiem i dwóch hajduków węgierskich

Charakterystyczną końcówką nazwisk polskiej szlachty był morfem -ski, który był odpowiednikiem zwrotów tytularnych występujących w szlacheckich nazwiskach za granicą jak we Francji de czy w Niemczech von. Końcówka ta charakterystyczna była dla nazwisk odmiejscowych tworzonych od majątków ich właścicieli. Od miejscowości pochodziły nazwiska szlachty jak na przykład Tarnowski (z Tarnowa), Zamoyski (z Zamościa), Suski (z Suchej). Zwyczaj dodawania końcówki -ski stał się w XVI i XVII wieku charakterystyczną cechą nazwisk szlacheckich.
Dla sarmatów niezwykle ważne były więzy rodzinne i towarzyskie. Odnoszono się z galanterią do kobiet. Ulubionym zajęciem była rozmowa. Bardzo chętnie przyjmowano gości: krewnych, przyjaciół, a także nieznajomych, zwłaszcza cudzoziemców. Dość swobodnie posługiwano się łaciną. Urządzano wystawne uczty, zawsze zakrapiane alkoholem. Nieraz dochodziło do bójek. Na przyjęciach tańczono poloneza, mazura, oberka. Dbano o swój honor.
Ślub brano w wieku 20–25 lat (kobiety) i 25–29 lat (mężczyźni). Małżeństwo określano jako głęboką przyjaźń, choć małżonkowie często nie znali się przed zawarciem związku małżeńskiego, gdyż decydujący był majątek, nie zaś wzajemne uczucie. Mężczyźni często podróżowali (na Sejmy, sejmiki, odpusty, procesy sądowe, pospolite ruszenie), kobiety pracowały w domu jako gospodynie i matki.
Rodziło się bardzo wiele dzieci, ale sporo z nich umierało, nie osiągnąwszy pełnoletniości z powodu słabej higieny i opieki medycznej. Dziewczynki i chłopców wychowywano oddzielnie – w towarzystwie kobiet do szóstego roku życia, następnie chłopców uczyli mężczyźni, po czym wysyłano ich do szkół przyklasztornych, by w przyszłości posłać na studia, dziewczynki zaś były uczone czytania i pisania oraz zajęć gospodarskich.
Procesowano się o każdą błahostkę, ale sprawy najczęściej kończyły się ugodą (kompromisem).
Gości przyjmowano z wielkim przepychem, nawet pożyczano pieniądze. Sarmaci chcieli pokazać się, że są bogaci, mają dostatek wszystkiego. Pojawiło się wtedy powiedzenie: „Zastaw się, a postaw się”.

## Pogrzeby

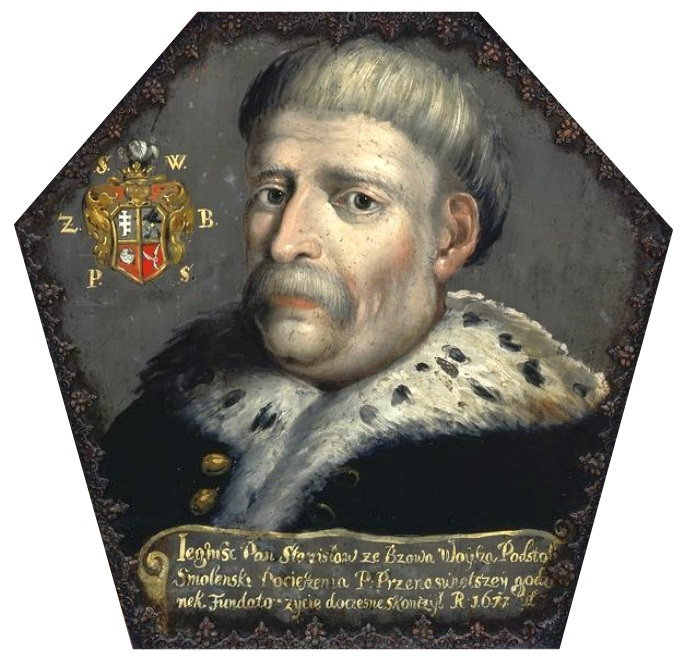
Portret trumienny Stanisława Woyszy

Bardzo bogatą formę przybierał obrządek pogrzebowy zwany pompa funebris. Były to ceremonie, do których przygotowania trwały czasem wiele miesięcy, nawet lat. W kościołach budowano specjalne rusztowania, ozdobne katafalki, nazywane z łaciny castrum doloris, na których ustawiano trumnę. Religijne uroczystości poprzedzała zwykle procesja, na której czele jechał archimimus w zbroi zmarłego, odgrywający jego rolę.
Ciekawym przejawem sztuki charakterystycznej dla sarmatyzmu były popularne wśród szlachty polskiej portrety trumienne.

## Strój

Rękojeść karabeli z roku 1614

Wyróżniał się na tle Europy. Swymi korzeniami sięgał Wschodu. Był dostojny, bogaty i barwny. Jego podstawową częścią był żupan, który przepasywano ozdobnym pasem. Na żupan nakładano kontusz, na niego zaś delię w wypadku chłodów (XVII wiek), oraz czasami różne odmiany węgierskich narzut (XVIII wiek). Najmożniejsze rody używały karmazynu i szkarłatu. Na nogach noszono szarawary. Na głowę wkładano kołpak z czaplimi piórami umieszczonymi w szkofii lub konfederatkę (XVIII wiek, szczególnie popularna w okresie konfederacji barskiej).
Nieodłącznym i charakterystycznym elementem stroju szlachcica polskiego była także ozdobna szabla, zwana karabelą z rękojeścią ukształtowaną na wzór głowy orła. Często w charakterze laski szlachcice używali także innej broni: nadziaków używanych czasem w krwawym rozstrzyganiu sporów podczas sejmików ziemskich. Doprowadziło to do wprowadzenia zakazów ich używania przez cywilów w czasach pokoju w specjalnej ustawie wydanej przez sejm. Zakazy spowodowały ewolucję nadziaków w tak zwane obuszki, w których właściciele zawijali kolce do środka, czyniąc je mniej groźną bronią.

## Fryzura i zarost

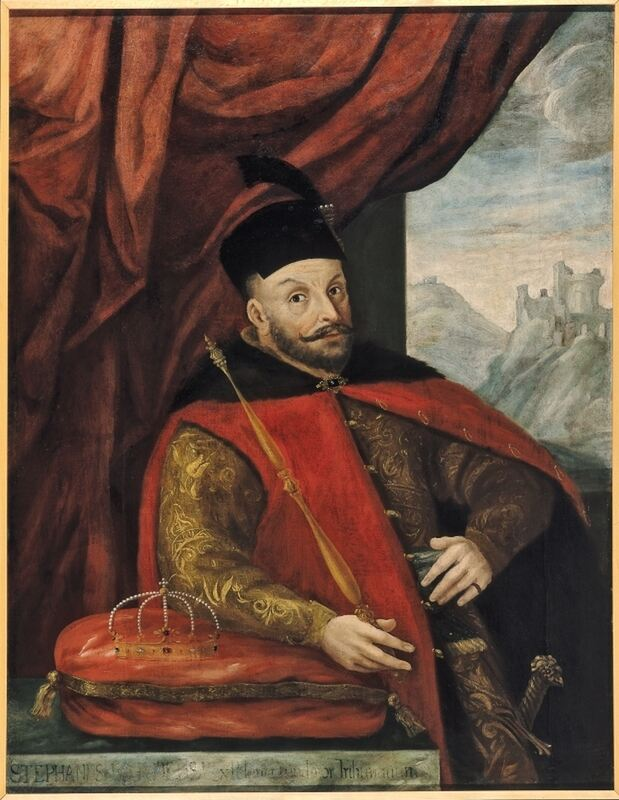
Król Stefan Batory ze szkofią w kołpaku

Mikołaj Rej w Żywocie człowieka poczciwego tak oto mówi o XVI-wiecznych upodobaniach co do brody i wąsów: Jedni golą brody, a z wąsy chodzą, drudzy strzygą brody po czesku, trzeci podstrzygają po hiszpańsku: i około wąsa zasie jest różność, bo go drudzy na dół głaszczą, a drudzy w górę jeżą. Szlachta doby sarmatyzmu w większości bród nie nosiła, lecz preferowała wąsy, które stały się nieodzownym atrybutem rycerskiego oblicza. O tych, którzy nosili brody, mówiono, że noszą się „z niemiecka”. Jan Karol Chodkiewicz i Jan Zamoyski podgalali dookoła głowę, nad czołem pozostawiając wysoki czub z włosów. Czub ten został podobno wprowadzony w Polsce przez Samuela Łaszcza, który jako pierwszy miał nosić taką fryzurę. Andrzej Górka natomiast golił dokładnie głowę, ale nosił długą i gęstą brodę. Starszym i poważnym senatorom wypadało nosić okazałą brodę, która była wyrazem sprawowanej przez nich wysokiej godności. Znana jest anegdota o 17-letnim Andrzeju Tęczyńskim, który przybył na obrady senatu ze sztuczną brodą i wąsami, chcąc w ten sposób wytknąć starszym i brodatym senatorom ich małostkowość i odpowiedzieć na afronty, które spotykały go jako „gołowąsa” – ze strony wiekowych kolegów. Informacje o fryzurach i zaroście szlachty polskiej końca XVI w. podaje również Giovanni Francesco Commendone w swoich pamiętnikach: Polacy niektórzy głowy mają golone, inni ostrzyżone, u wielu są włosy, u tych broda długa, u tamtych ogolona prócz wąsów.

## Architektura
Budowano wiele bogato zdobionych pałaców i kościołów, uczelni i szkół wyższych. Trzymano się rodzimych rozwiązań o bryłach gotyckich i specyficznej dekoracji stiukowej sklepień. W kościołach wznoszono dla zasłużonych osób nagrobki leżące oraz półpostaciowe. Budowano dziesiątki tysięcy dworów, prawie zawsze drewnianych, z sosny, jodły i modrzewia. Przy wejściu znajdował się ganek. Centralnym pomieszczeniem, w którym przyjmowano gości, była duża sień. Istniały bardziej intymna część żeńska i bardziej otwarta część męska. Dwór posiadał alkierze. Ściany pomieszczeń były ozdobione portretami przodków, pamiątkami po nich, łupami wojennymi. Do dziś zachowało się bardzo niewiele dworów z epoki staropolskiej, ale ich tradycje kontynuowano w XIX i XX wieku.

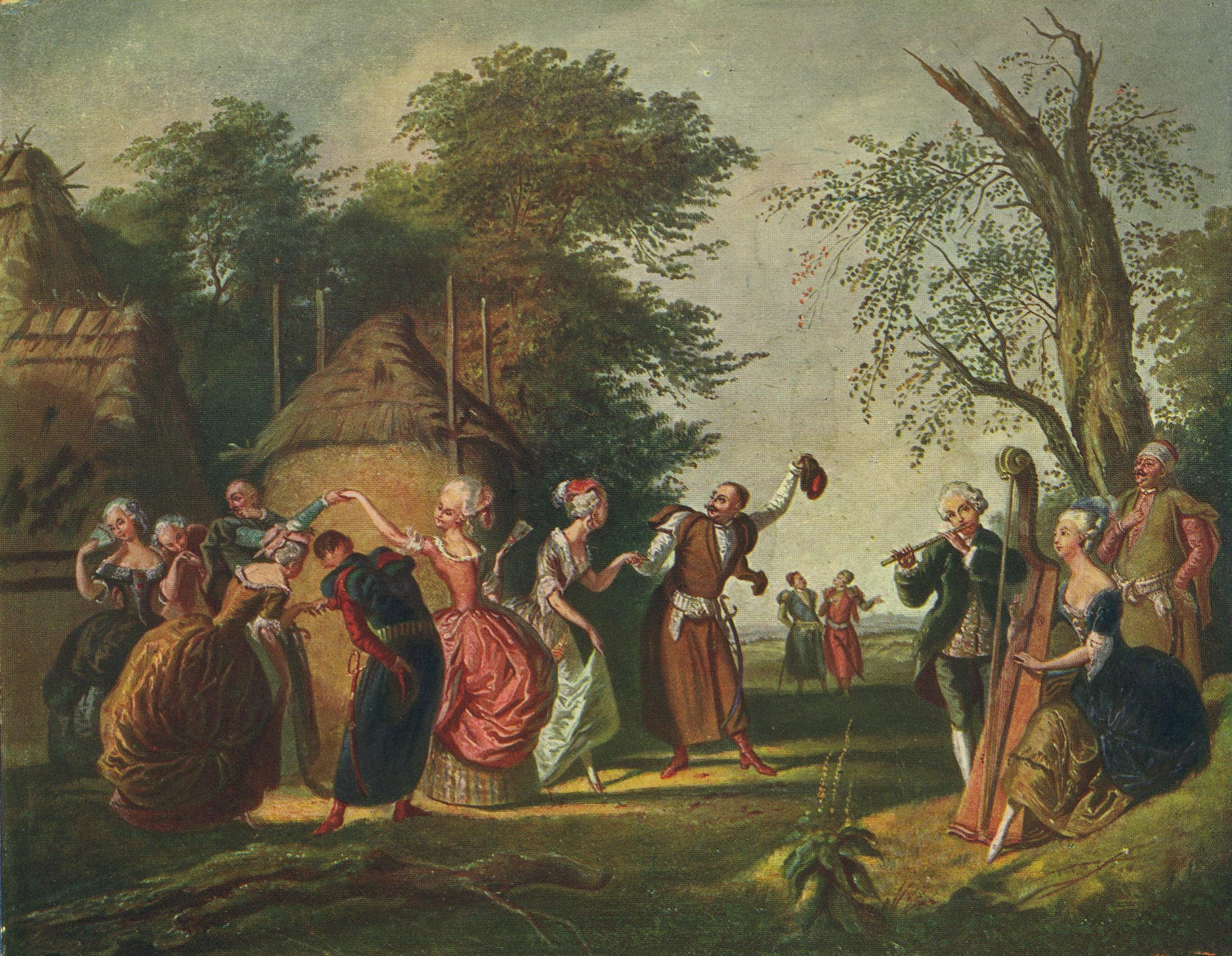
Korneli Szlegel: Polonez pod gołym niebem

## Malarstwo
Najznakomitsi polscy malarze okresu sarmatyzmu to Daniel Schultz i Bartłomiej Strobel. Reprezentują oni nurt malarstwa portretowego, jednak ich twórczość można podzielić zasadniczo na dwa przeciwstawne nurty.
Pierwszy – nurt reprezentacyjny – uwidacznia się w dziełach Strobla. To sztuka chłodna, linearna, bardzo oficjalna, Portretowane postacie ustawione są w pozycji stojącej, najczęściej jedną ręką wspierają się na boku, drugą nonszalancko kładą na stoliku. Osoby przedstawiane na obrazach Strobla ubrane są w przesadnie bogate stroje, wykonane z najdroższych tkanin, których lśnienie można obserwować dzięki mistrzowskiej technice artysty. Dla podkreślenia rangi portretowanego malarz umieszcza na obrazie przedmioty będące aluzją do herbu rodowego, co miało uwypuklać wspaniałość i ciągłość genealogiczną rodziny.
Inny styl prezentuje natomiast Daniel Schultz – jego dzieła twórczo nawiązują do sztuki Rembrandta – to portrety z pogłębionym studium psychologicznym przedstawianej osoby. Postać, zawsze skupiona, w mniej oficjalnej pozie patrzy przenikliwym, nieco melancholijnym wzrokiem na widza. Kontury portretowanego wyłaniają się z tajemniczego mroku. Wymowa dzieła skłania do refleksji nad kondycją człowieka i przemijalnością istnienia.